# Fuji Maru
Die Fuji Maru war ein im Jahr 1989 in Dienst gestelltes Kreuzfahrtschiff, das unter diesem Namen bis 2013 unter japanischer Flagge im Einsatz stand. Eine anschließende Nutzung als Hospitalschiff unter dem Namen Mira 1 blieb unverwirklicht. 2022 wurde es nach fast acht Jahren Liegezeit abgewrackt.

## Geschichte
Die Fuji Maru wurde am 14. April 1987 unter der Baunummer 1177 in der Werft von Mitsubishi Heavy Industries in Kōbe auf Kiel gelegt und lief am 10. September 1988 vom Stapel. Nach der Ablieferung an die Mitsui O.S.K. Lines am 19. April 1989 brach das Schiff am 29. April 1989 in Tokio zu seiner Jungfernfahrt auf. Die Fuji Maru wurde weltweit für Kreuzfahrten eingesetzt. Die 1990 in Dienst gestellte Nippon Maru ähnelt äußerlich stark der Fuji Maru, ist jedoch kein Schwesterschiff.
Im Oktober 2001 ging die Fuji Maru in den Besitz der in Tokio ansässigen Nippon Charter Cruise über, die sie die kommenden acht Jahre bereederte. Im Juni 2013 gab die Reederei bekannt, das Schiff auszumustern. Die letzte Kreuzfahrt der Fuji Maru endete am 1. Juli 2013 in ihrem Heimathafen Tokio.
Im Dezember 2013 wurde das Schiff an die Mira Cruise Company verkauft, erhielt den Namen Mira 1 und stand fortan unter der Flagge Panamas. Im selben Monat traf es in der Werft von Tsuneishi Shipbuilding in Fukuyama ein, um dort zu einem Hospitalschiff umgebaut zu werden. Eine für April 2015 geplante Indienststellung unter diesem Zweck wurde jedoch nicht realisiert. Stattdessen blieb die Mira 1 in Fukuyama aufgelegt.
Im Januar 2019 erhielt das Schiff den Namen Fuji, ab April 2019 lag es in Tokio auf. Im April 2021 wurde die Fuji nach insgesamt fast acht Jahren Liegezeit zum Abbruch an eine Abwrackwerft verkauft. Im Januar 2022 traf das Schiff schließlich unter der Flagge Palaus in Gadani zum Abbruch ein.